# Niccolò Maria Pallavicino
Niccolò Maria Pallavicino (Genova, 21 novembre 1621 – Roma, 15 dicembre 1692) è stato un gesuita, scrittore e teologo italiano.

## Biografia
Nato a Genova il 21 novembre 1621, Niccolò Maria Pallavicino entrò nella Compagnia di Gesù il 10 febbraio 1638 e l'8 settembre 1655 professò a Roma i quattro voti. Fu professore al Collegio Romano, dove insegnò Ethica dal 1654 al 1655, Physica negli anni 1656 e 1657, Metaphysica dal 1657 al 1658, Theologia Scholastica dal 1658 al 1667 e Sacra Scriptura dal 1667 al 1672, diventando anche Prefetto agli Studi dal 1672 al 1688. Papa Innocenzo XI lo nominò Teologo della Sacra Penitenzieria, Esaminatore dei Vescovi e Qualificatore del Sant'Uffizio. Cristina di Svezia lo scelse come suo consigliere e teologo. Pallavicino fu uno dei primi membri dell'Accademia dell'Arcadia con il nome di Salicio Boreo. Morì a Roma il 15 dicembre 1692.